# Willy Hartner
Pour les articles homonymes, voir Hartner.
Willy Hartner (né le 22 janvier 1905 à Ennigerloh et mort le 16 mai 1981 à Bad Homburg vor der Höhe) est un historien des sciences allemand.

## Formation et carrière
Après ses études secondaires à Bad Homburg, Hartner étudie la chimie (avec un diplôme) à l'université Johann Wolfgang Goethe de Francfort-sur-le-Main, puis l'astronomie. Il obtient son doctorat en mécanique céleste sous la direction de Martin Brendel (de) en 1928 avec une thèse intitulée Die Störungen der Planeten in Gyldénschen Koordinaten als Funktionen der mittleren Länge. Son principal domaine de recherche est l'histoire des sciences. Il est doué en langues et a également appris l'arabe et le chinois pour son travail. À partir de 1931, il est également professeur de langues nordiques à l'université. Parmi les influences à Francfort, citons le séminaire d'histoire des mathématiques autour de Max Dehn (auquel il a donné refuge en 1938 après la persécution des Juifs pendant la Nuit de Cristal), Paul Epstein (de), Ernst Hellinger et Carl Siegel et l'ethnologue Leo Frobenius. En 1935, il est professeur invité d'histoire des sciences à l'université Harvard auprès de George Sarton, où il établit de nombreux contacts internationaux. Il retourne en Allemagne, où il est exempté du service militaire pour des raisons de santé et il est habilité à Francfort pendant la Seconde Guerre mondiale. En 1943, il a réussi à fonder un institut d'histoire des sciences naturelles, qui a ensuite été incorporé à la Faculté de physique. En raison de son opposition bien connue aux national-socialistes, il a été utilisé par les américains comme relais important pour reconstruire l'université, en collaboration avec Edward Hartshorne (de). En 1946, il devient professeur titulaire d'histoire des sciences. De 1959 à 1960, Hartner est recteur de l'université de Francfort. Il est professeur invité à Harvard dans les années 1960. 

## Travaux
Après avoir terminé sa thèse de doctorat, il a effectué des calculs approfondis pour le compte de la Notgemeinschaft der Deutschen Wissenschaft pour calculer les contributions à la rotation périhélique de Mercure à partir de la mécanique céleste classique (à l'époque, c'était l'une des rares prédictions expérimentalement vérifiables de la théorie de la Relativité générale par Albert Einstein), mais cela n'a pas pu être achevé en raison des événements politiques autour de 1933. Par son contact avec le sinologue Richard Wilhelm, il a traité de l'astronomie dans la Chine ancienne et a constaté que la datation habituelle des éclipses dans le Yi Jing, donnée dans la tradition chinoise, était incorrecte et était basée sur une erreur de calcul ancienne. À Harvard, il s'est intéressé à l'histoire des nœuds lunaires et à l'astrolabe planisphérique. 
Il a ensuite traité des systèmes de numération chez les peuples primitifs et a écrit un catalogue des manuscrits arabes sur l'histoire des sciences naturelles avec le minéralogiste Julius Ruska. Il a traité de la reconstruction des connaissances astronomiques à partir des manuscrits astrologiques, de la tradition des connaissances astronomiques de l'Antiquité à l'islam en Occident, a écrit des articles sur l'histoire de la science arabe dans l'Encyclopedia of Islam et a écrit, entre autres, sur les cornes d'or de Gallehus. 
L'ethnologue Hertha von Dechend a travaillé dans son institut en tant que secrétaire, bibliothécaire et assistante. 

## Prix et distinctions
En 1971, Hartner a reçu la médaille George Sarton. De 1971 à 1978, il a été président de l'Académie internationale d'histoire des sciences. En 1968, il a reçu la médaille Hegel de l'Académie soviétique des sciences. Il était membre de la Royal Astronomical Society (depuis 1935) et membre associé en 1965, de l'Académie espagnole Real de buenas letras (1968), de l'Académie des Lyncéens (1975), l'Académie toscane des sciences et de la littérature et l'Académie royale danoise des sciences (1980). Il était chevalier de la Légion d'honneur (1975).
Fuat Sezgin a dédié le premier volume de son histoire de l’écriture arabe à Willy Hartner (Geschichte des Arabischen Schrifttums en 17 volumes), qui est la référence fondamentale de l'histoire de la science et de la technologie dans le monde arabe.

## Publications
(janvier 2020).
- 1928, Die Störungen der Planeten in Gyldénschen Koordinaten als Funktionen der mittleren Länge (thèse)
- 1955, Le Problème de la planète Kaïd
- 1960, Klassizismus und Kulturverfall
- 1961, Freiheit in der Erziehung - Erziehung in der Freiheit, Winklers Verlag, Darmstadt
- 1961, Judentum und Abendland
- 1962, Die Stellung der Universität zu den politischen und gesellschaftlichen Problemen unserer Zeit, Klostermann, Frankfurt a.M.
- 1965, "The Earliest History of the Constellations in the Near East and the Motif of the Lion-Bull Combat," JNES 24, 1-2, January–April 1965, pp. 1–17.
- 1968, Oriens, occidens, G. Olms, Hildesheim
- 1969, Die Goldhörner von Gallehus, Wiesbaden, F. Steiner 1969.
- Willy Hartner, article « Al-Battānī », Complete Dictionary of Scientific Biography, 2008